# Martha E. Gimenez
Martha E. Gimenez (geboren 1938 in Argentinien) ist eine US-amerikanische marxistische Soziologin. Sie gilt als eine führende Vertreterin des marxistischen Feminismus und war von 1973 bis zu ihrer Emeritierung 2008 Professorin für Soziologie an der University of Colorado Boulder.

## Leben
Martha Gimenez wuchs in Córdoba in einer Mittelschichtsfamilie auf, in der das Studium von Frauen selbstverständlich erschien. So studierte sie ab 1957 Rechtswissenschaften an der Nationalen Universität Córdoba. Mit einem Stipendium und der Förderung durch Sigma Kappa Sorority ging sie 1960 für zwei Jahre in die USA an die University of Montana – Missoula und machte einen B.A. in Politischer Wissenschaft und Geschichte. Zurück in Córdoba brach sie das Jurastudium ab und schrieb sich für einen neu eingerichteten Magisterstudiengang in Soziologie ein. Danach ging sie 1967 an die University of California, Los Angeles (UCLA), um dort zu promovieren, und geriet in die Studentenunruhen in Kalifornien.
Eine Tätigkeit als Lehrassistentin führte sie 1970 an das Pitzer College in Claremont und seit der Promotion im Jahr 1973 lehrte sie als Associate Professorin an der University of Colorado Boulder. Ihre Forschungsgebiete waren unter einem marxistischen Gesichtspunkt Bevölkerungswissenschaft, Feminismus, Soziale Reproduktion, Rassismus, Gender. Sie publizierte unter anderem in Science & Society, Review of Radical Political Economics, Gender & Society, Das Argument, Actuel Marx und Z. Zeitschrift Marxistische Erneuerung.
An der University of Colorado Boulder gründete sie zusammen mit Kolleg*innen und Studierenden das Women’s Studies Program [2]. Nach 35 Jahren Lehr‑ und Forschungstätigkeit wurde sie 2008 als Professorin emeritiert.

## Theorie und Forschung
Gimenez wendet in ihrer Arbeit konsequent die marxistische Theorie zur Analyse der Unterdrückung von Frauen im kapitalistischen Produktionsmodus an. Sie betont die weiterhin zentrale Bedeutung von Marx’ methodischem Rahmen für feministische Theorie und politische Praxis. In ihren Schriften fordert sie eine Rückbesinnung auf Klasse als zentrales Analysekriterium, da intersektionale Ansätze Klassenverhältnisse häufig ausblenden oder diese nur als ein Merkmal unter vielen behandeln, statt als zentrale Struktur sozialer Ungleichheit.
In dem Artikel „Women, Class, and Identity Politics“ kritisiert Gimenez die zunehmende Dominanz identitätspolitischer Ansätze im akademischen Feminismus, denen es ihrer Meinung nach an einer materialistischen Klassenanalyse fehlt. Sie warnt davor, dass solche Ansätze die systemische Natur kapitalistischer Ausbeutung verdecken und damit politische Strategien schwächen, die auf kollektive Handlungsmacht der Arbeiter*innenklasse abzielen.
Sie argumentiert, dass ohne ein Verständnis der sozialen Totalität – also der wechselseitigen Vermittlung von Produktionsverhältnissen, Klassenlage, Geschlecht, „race“ und anderen Differenzlinien – Unterdrückung nur verkürzt erfasst werden könne. Dabei lehnt sie essentialistische Vorstellungen von Identität ab und fordert eine Analyse, die soziale Positionen historisch und materiell bestimmt.
Intersektionalität versteht sie dementsprechend nicht als eigenständige Theorie, sondern als analytisches Instrument, das in eine umfassende marxistische Gesellschaftsanalyse integriert werden sollte. Ihr Ziel ist es, feministische Theorie und Praxis auf eine Weise mit Klassenanalyse zu verbinden, die transformative politische Perspektiven eröffnet.
Thematisch publiziert sie u. a. zur politischen Ökonomie von Bevölkerung, sozialer Reproduktion sowie zu politischen Konstruktionen von Race, Ethnizität und Gender.

## Politisches Engagement und Netzwerke
1991 gründete Gimenez gemeinsam mit Chrys Ingraham und Rosemary Hennessy das Progressive Sociologists Network (PSN), eines der ersten linken soziologischen Online‑Netzwerke [2]. Darüber hinaus initiierte sie Plattformen wie das Materialist Feminism Network (MATFEM) und das Progressive Population Network (PPN) und moderiert die Mailingliste Marxism‑Feminism (M‑Fem)

## Schriften (Auswahl)

### Bücher
- Collins, J. L., & Gimenez, M. E. (Hrsg.). Work without wages: Comparative studies of domestic labor and self‑employment. Albany: State University of New York Press, 1990.
- Gimenez, M. E. Marx, Women, and Capitalist Social Reproduction: Marxist‑Feminist Essays. Brill, 2019 (Erstaufl. 2018).
- Gimenez, M. E. Marxist / Materialist Feminism. Center for Digital Discourse and Culture, Virginia Tech, 1998 (Online‑Monographie).

### Buchkapitel
- Gimenez, M. E. (2018). Capitalist social reproduction: The contradiction between production and social reproduction under capitalism. In M. Vidal et al. (Hrsg.), The Oxford Handbook of Karl Marx (S. 321–340). Oxford University Press.
- Gimenez, M. E. (2020). The feminization of poverty: myth or reality? In Women’s Health, Politics, and Power (S. 287–305). Routledge.
- Gimenez, M. E. Marxist and Non‑Marxist Elements in Engels’ Views on the Oppression of Women. In J. Sayers, M. Evans & N. Redclift (Hrsg.), Engels Revisited: New Feminist Essays (S. 37–56). Tavistock, 1987 / Reprint Routledge 2012.
- Gimenez, M. E. Sociologist by Default: Reflections on Past Choices and Future Goals. In A. Goetting & S. Fenstermaker (Hrsg.), Individual Voices, Collective Visions: Fifty Years of Women in Sociology (S. 169–183). Temple University Press, 1995.
- Gimenez, M. E. The Production of Divisions: Gender Struggles under Capitalism. In A. Callari, C. Biewener & S. Cullenberg (Hrsg.), Marxism in the Postmodern Age (S. ?–?). Guilford Press, 1995.
- Gimenez, M. E., Greenberg, E., Markusen, A., Mayer, T., & Newton, J. (2019). Income inequality and capitalist development: A Marxist perspective. In Economic Development, Poverty, and Income Distribution (S. 231–265). Routledge.

### Zeitschriften‑ und Online‑Artikel
- Gimenez, M. E. Marxism and Feminism. Frontiers: A Journal of Women Studies 1 (1), 61–80, 1975.
- Gimenez, M. E. Structuralist Marxism on “The Woman Question”. Science & Society 42 (3), 301–323, 1978.
- Gimenez, M. E. (1977). Population and capitalism. Latin American Perspectives 4 (4), 5–40.
- Gimenez, M. E., & Gimenez, M. E. (1979). Theories of reproductive behavior: A Marxist critique. Review of Radical Political Economics 11 (2), 17–24.
- Gimenez, M. E. The mode of reproduction in transition: A Marxist‑feminist analysis of the effects of reproductive technologies. Gender & Society 5 (3), 330–349, 1991.
- Gimenez, M. E. (1992). U.S. ethnic politics: Implications for Latin Americans. Latin American Perspectives 19 (4), 40–60.
- Gimenez, M. E. (1995). With a little class: A critique of identity politics. Ethnicities 6 (3), 423–445.
- Gimenez, M. E. What’s material about materialist feminism? Radical Philosophy 101, Mai/Juni 2000.
- Gimenez, M. E. (1999). Marxism, human nature, and social change. Monthly Review, 1. Dezember.
- Gimenez, M. E. (2001). Does ecology need Marx? Monthly Review, 1. Januar.
- Gimenez, M. E. (2001). Marxism, and class, gender, and race: Rethinking the trilogy. Race, Gender & Class 8 (2), 23–33.
- Gimenez, M. E. Self‑Sourcing: How Corporations Get Us to Work Without Pay! Monthly Review, Dezember 2007.
- Gimenez, M. E. (2005). Capitalism and the oppression of women: Marx revisited. Science & Society 69 (1), 11–32.
- Gimenez, M. E. (2006). With a little class: A critique of identity politics. Ethnicities 6 (3), 423–445.
- Gimenez, M. E. Women, Class, and Identity Politics: Reflections on Feminism and its Future. Monthly Review, 1. September 2019.
- Gimenez, M. E. (2015). In welche Richtung soll der Marxismus‑Feminismus gehen? Zurück zur Klasse und weg von der Trilogie! Das Argument (4/5), 603–612.
- Gimenez, M. E. (2015). Sind Geschlechterverhältnisse Produktionsverhältnisse? Fragen für die weitere Diskussion. Das Argument (4/5), ?–?.
- Gimenez, M. E. (2018). Marxism, human nature, and social change. Reprint, Monthly Review (urspr. 1999).
- Gimenez, M. E. (2023). The ideology of intersectionality: Historical materialist observations. Human Geography 17 (1), ?–?.
- Gimenez, M. E. (1998). Latino politics—Class struggles: Reflections on the future of Latino politics. New Political Science 20 (4), 475–484.
- Gimenez, M. E. (1989). Silence in the classroom: Some thoughts about teaching in the 1980s. Teaching Sociology 17 (2), 184–191.
- Gimenez, M. E. (2000). What’s material about materialist feminism? A Marxist‑feminist critique. (Online-Version, Center for Digital Discourse and Culture).